# John Lee Hancock
Pour les articles homonymes, voir John Hancock et Hancock.
John Lee Hancock, né le 15 décembre 1956 à Longview au Texas, est un réalisateur et scénariste américain.

## Biographie
Il fait ses études de droit à la Baylor University Law School. Son diplôme en poche, il travaille pendant quatre ans comme avocat au cabinet Sowell and Ogg. À la fin des années 1980, il se tourne vers une carrière à la télévision et au cinéma comme assistant réalisateur. Il est assistant à la production de My Demon Lover, une comédie d’horreur réalisée par Charlie Loventhal.
En 1991, il fait ses débuts de réalisateur en signant son premier film Hard Time Romance. Il écrit ensuite les scénarios de deux films réalisés par Clint Eastwood : Un monde parfait (1993) et Minuit dans le jardin du bien et du mal. En 2000, il est producteur de Mon chien Skip avec Kevin Bacon et Diane Lane. Il contribue à de nombreuses productions télévisées, entre autres plusieurs épisodes de la série L.A. Doctors. Son deuxième film Rêve de champion s’inspire d'une histoire vraie. Le personnage principal dont le rêve est de devenir champion de baseball est interprété par Dennis Quaid qui va devenir son acteur fétiche. En 2003, il a réalisé Alamo avec de nouveau Dennis Quaid, Billy Bob Thornton et Jason Patric.
En 2009, il réalise le film The Blind Side, inspiré d'une histoire vraie basée sur la vie de Michael Oher.
Il réalise ensuite Dans l'ombre de Mary, qui sort en 2013. Ce film revient sur la quête de Walt Disney pour obtenir les droits de Mary Poppins auprès de la romancière Pamela L. Travers. Il s'attaque ensuite à un autre film biographique, Le Fondateur, centré sur Ray Kroc, le propriétaire de McDonald's. Le film sort fin 2016.
Il réalise ensuite The Highwaymen, sorti en 2018 sur Netflix. Il réalise ensuite le thriller Une affaire de détails (The Little Things) qui sort en 2021. Il passe ensuite au film d'horreur avec Mr. Harrigan's Phone (2022), d'après une nouvelle de Stephen King.

## Filmographie
Sauf indication contraire, les informations mentionnées dans cette section peuvent être confirmées par la base de données cinématographiques IMDb,  présente dans la section « Liens externes ».

### Réalisateur
- 1991 : Hard Time Romance
- 1999 : L.A. Docs (série télévisée)
- 2002 : Rêve de champion (The Rookie)
- 2004 : Alamo (The Alamo)
- 2009 : The Blind Side
- 2013 : Dans l'ombre de Mary (Saving Mr. Banks)
- 2016 : Le Fondateur (The Founder)
- 2018 : The Highwaymen
- 2021 : Une affaire de détails (The Little Things)
- 2022 : Le Téléphone de M. Harrigan (Mr. Harrigan's Phone)

### Scénariste
- 1991 : Hard Time Romance de lui-même
- 1993 : Un monde parfait (A Perfect World) de Clint Eastwood
- 1997 : Minuit dans le jardin du bien et du mal (Midnight in the Garden of Good and Evil) de Clint Eastwood
- 1999 : L.A. Docs (série télévisée)
- 2003 : Bad Boys 2 (Bad Boys II) de Michael Bay
- 2004 : Alamo (The Alamo) de lui-même
- 2009 : The Blind Side de lui-même
- 2012 : Blanche-Neige et le Chasseur (Snow White & the Huntsman) de Rupert Sanders
- 2018 : The Highwaymen de lui-même
- 2021 : Une affaire de détails (The Little Things) de lui-même
- 2021 : Chaos Walking de Doug Liman
- 2021 : Infinite d'Antoine Fuqua (réécritures - non crédité)
- 2022 : Le Téléphone de M. Harrigan (Mr. Harrigan's Phone) de lui-même

### Producteur
- 1999 : L.A. Docs (série télévisée)
- 2000 : Mon chien Skip (My Dog Skip) de Jay Russell

## Distinctions

### Récompenses
- Festival international du film de Palm Springs 2014 : Creative Impact in Directing Award pour Saving Mr. Banks